# BALTRON
Den baltiske eskadre (engelsk: Baltic Squadron, normalt omtalt BALTRON) er en international minerydningsgruppe, der består af de tre baltiske lande, Estland, Letland og Litauen i Østersøen.
BALTRON består af to minerydningsenheder, der hver er aktive i eskadren i mindst seks måneder af gangen. Eskadren er underlagt en stab, der bemandes af folk fra alle tre lande, og har hovedkvarter i Tallinn. Målet er at forbedre koordinationen mellem de tre landes flåder og stater og gennemføre fælles minerydningsoperationer, og fra 2004 (da landene blev medlem af NATO) også at øge samarbejdet med andre lande, heriblandt gennemføre NATO-øvelser og operationer.
BALTRON er ofte tilmeldt NATO's 1. minerydningsgruppe (Standing NATO Response Force Mine Countermeasure Group 1.) og bidrager ofte med skibe, dykkere og udstyr.

## Historie
I 1995 afholdt de baltiske stater den første fælles flådeøvelse Amber Sea 95, og den er siden blevet en årlig tilbagevendende øvelse.
Den 12. oktober 1996 meddelte forsvarsministrene fra Estland, Letland og Litauen at man ville oprette en fælles minerydningsgruppen på tværs af de nationale mariner. Den 16. april 1998 underskrev regeringerne for de baltiske stater det officielle oprettelsesdokument i Riga. BALTRON blev oprettet den 28. august 1998 med hovedkvarter i Tallinn.
Den 12. juni 1998 i Bruxelles blev NATO-medlemsstaterne Belgien, Danmark, Tyskland, Storbritannien, Holland og Norge og landene Finland, Polen (NATO-medlem fra 1999) og Sverige enige om at støtte den baltiske minerydningsgruppe, og at Tyskland ville stå for koordineringen.
Tyskland leverede i oktober 2000 to minerydningsfartøjer af Lindau-Klassen til Estland. Danmark leverede ligeledes kommando- og støtteskibet ENS Admiral Pitka (A230), det tidligere inspektionsskib HDMS Beskytteren (F340). I 2006 overdrog Danmark endvidere ENS Tasuja (A432) som var den tidligere HDMS Lindormen (N43), som nu bliver brugt som dykkerskib.
I september 2001 blev et uddannelsescenter for minedykkere oprettet i Liepāja.